# Hellbrauner Moor-Sackträger

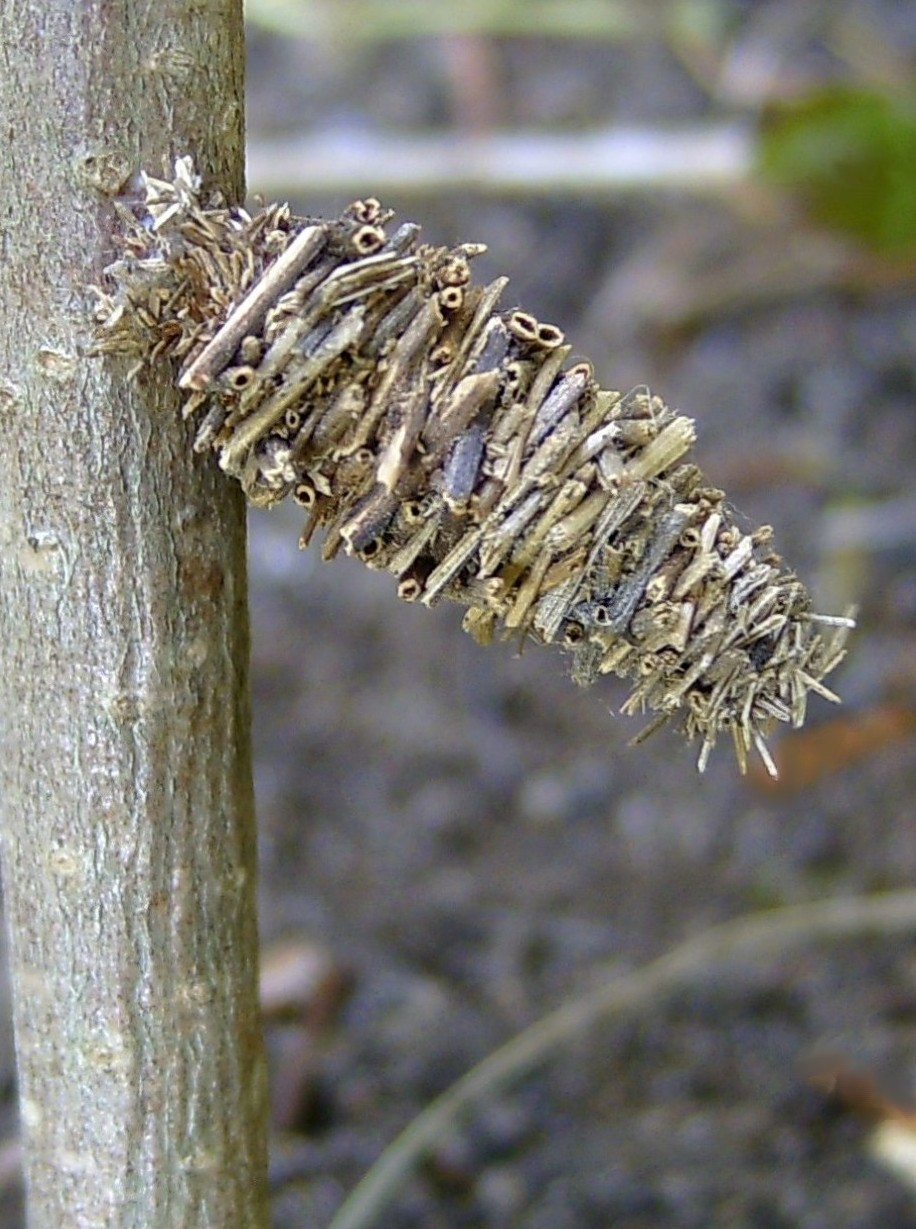
Raupensäckchen des Hellbraunen Moor-Sackträgers

Der Hellbraune Moor-Sackträger (Megalophanes viciella), auch Wicken-Sackträger genannt, ist ein Schmetterling aus der Familie der Echten Sackträger (Psychidae).

## Merkmale

### Falter
Die erwachsenen Tiere sind durch einen deutlichen Geschlechtsdimorphismus geprägt. Die Flügel der Männchen erreichen eine Spannweite von etwa 18 bis 22 Millimetern, sind zeichnungslos, durchscheinend hellbraun bis gelblich braun und dünn haarartig beschuppt. Etwas deutlicher treten die Adern sowie die dunkleren Fransen hervor. Auffällig sind die sehr stark gerundeten Flügel. Die Fühler der Männchen sind mit kurzen Kammzähnen versehen. Der Körper ist mit gelbgrauen Haaren dicht bedeckt. Weibliche Tiere ähneln Maden, sind rötlich gelb gefärbt, haben einen walzenförmigen Körper, am Hinterleib einen Ring aus dichten, gelben Wollhaaren und werden etwa 9 bis 11 Millimeter lang. Sie besitzen weder entwickelte Fühler, noch Flügel, und die Beine sind verkümmert.

### Raupe, Puppe
Die Raupen variieren in der Färbung von oliv bis zu dunkel rötlich, haben einen schwarzbraunen Kopf und ebensolche Brustschilde. Sie spinnen sich in eine sackartige Wohnröhre ein. Deren innere Form ist rund. An der Außenseite befestigt die Raupe Teile von Pflanzenstängeln, so dass das Seidensäckchen durch einen Köcher aus organischen Substanzen umhüllt wird und denjenigen der im Wasser lebenden Köcherfliegen (Trichoptera) ähnelt. Der Sack ist walzenförmig und sehr gleichmäßig mit stets quer angeordneten, kurzen, graubraunen Stängeln belegt. Der mittlere äußere Durchmesser beträgt etwa 7 bis 9 Millimeter und verjüngt sich zum Ende hin geringfügig. Er erreicht eine Länge von ca. 17 bis 22 Millimetern. Die Puppe der Männchen ist rotbraun gefärbt und hat einen dunkleren Hinterleib, diejenige der Weibchen ist schwarz mit rotbrauner Tönung an beiden Enden.

### Ähnliche Arten
- Die farblich ähnlichen männlichen Falter von Megalophanes stetinensis sind an der kleineren Flügelspannweite, den etwas gestreckteren Flügeln sowie der eher bräunlichen Behaarung des Körpers zu unterscheiden. Auch sind die Säcke etwas kleiner und schlanker.

## Verbreitung und Vorkommen
Die Art ist in Europa lokal weit verbreitet, außer in großen Teilen der nördlichen europäischen Landmasse, des Mittelmeerraumes und der  Britischen Inseln. Weitere Verbreitungshinweise befinden sich in Vorderasien und Japan.  Die Tiere sind überwiegend in Flachmooren und Sumpfwiesen anzutreffen.

## Lebensweise
Die männlichen Falter fliegen von Juni bis Juli. Sie besuchen gelegentlich künstliche Lichtquellen. Bei den Raupen findet man ein- und zweijährige Stämme.  Während des gesamten Raupenstadiums bleibt die Raupe in ihrer Schutzhülle und verpuppt sich auch darin. Nur der männliche erwachsene Schmetterling verlässt den Raupensack und sucht das flugunfähige Weibchen auf, um sich zu paaren. Die Männchen haben eine extrem kurze Lebenszeit von nur wenigen Stunden, die auch für andere Arten der Echten Sackträger charakteristisch ist. Es kommt auch zu parthenogenetischer Vermehrung, wie sie ebenfalls bei Zuchten beobachtet wurde. Die Raupen ernähren sich polyphag von vielen verschiedenen Pflanzen, von denen hier nur eine Auswahl genannt ist:
- Wicken (Vicia),
- Ampfer (Rumex),
- Simsen (Scirpus),
- Heidekraut (Calluna vulgaris),
- Moor-Birke (Betula pubescens),
- Sumpf-Ziest (Stachys palustris),
- Rauschbeere (Vaccinium uliginosum)

und andere. Der Larvensack der Tiere wird an Gräsern, Stauden, Sträuchern und Stämmen befestigt, wobei die Weibchen vorwiegend höher gelegene Positionen einnehmen.

## Gefährdung
Die Art ist in Deutschland in sehr unterschiedlicher Häufigkeit anzutreffen, meist aber selten. Sie fehlt in einigen Bundesländern ganz und wird auf der Roten Liste gefährdeter Arten in der Kategorie 2 (stark gefährdet) eingestuft.